# 黑肩綠盔盲蝽
黑肩綠盔盲蝽（学名：Cyrtorhinus lividipennis）为盲蝽科綠盔盲蝽屬下一个半翅目昆蟲的物种。

## 分佈
本物種見於台灣。